# Magareće godine
Magareće godine (en serbocroat L'edat ingrata) és una pel·lícula de Bòsnia i Hercegovina del 1994 dirigida per Nenad Dizdarević basada en una novel·la infantil de Branko Ćopić. La pel·lícula va ser seleccionada com a entrada bosnia per a l'Oscar a la millor pel·lícula de parla no anglesa als Premis Oscar de 1994, però no va ser acceptada com a candidata.

## Argument
Brankic és un estudiant de secundària a Bihać (Bòsnia i Hercegovina) poc abans de l'esclat de la Segona Guerra Mundial.

## Repartiment
- Draško Trninić com Brankić
- Sedin Kahriman com Baja
- Igor Bjelan com Dule Dabić
- Esvedin Husić com Krsto Buva
- Milan Lazić com Branko Mandić
- Milenko Lazić com Ranko Mandić
- Biljana Preradović com Zora Tanković
- Sabina Tabić com Zora Kutić

## Premis
Va guanyar la Palmera d'or a la XV edició de la Mostra de València.